# La estrella (relato)
La estrella (título original en inglés The Star) es un cuento de Arthur C. Clarke publicado en noviembre de 1955 en la revista Infinity Science Fiction y ganador del premio Hugo al mejor relato corto de 1956. Fue incluido en la colección de cuentos de dicho autor The Other Side of the Sky (1958).

## Argumento
El protagonista es un sacerdote jesuita que viaja en una misión de exploración espacial. Su nave llega a un planeta que orbita una estrella muerta. La superficie del planeta está completamente devastada como resultado de la explosión que tuvo lugar cuando la estrella murió, pero quedan restos de una estructura claramente artificial.
Los exploradores entran en el interior de esta estructura y descubren que es la entrada a una cámara que encierra y protege los recuerdos de la especie extraterrestre que habitó ese planeta. Descubren muestras de su arte: pinturas, esculturas y todo tipo de objetos hermosos. Descubren grabaciones de sus canciones e, incluso, filmaciones de su vida diaria.
Estos seres parecían vivir en armonía, en un ambiente apacible. Su arte y sus canciones están llenos de gracia y belleza y todos en la misión lamentan la muerte de su raza. Comprenden que, sabiendo que la estrella iba a morir, los extraterrestres decidieron salvar lo mejor de su arte y su mundo para que, en el caso de que unos futuros visitantes (como los protagonistas del cuento) llegaran al planeta, tuvieran la oportunidad de conocer su pasado.
El final del relato tiene lugar en el viaje de regreso. Consultando la posición de la estrella en tablas astronómicas y por los datos acerca del momento de la explosión, llegan a la conclusión de que la nova en que se convirtió, es ni más ni menos que la Estrella de Belén, a la que se refiere el Nuevo Testamento como guía de los Reyes magos de oriente al nacimiento de Jesús de Nazaret.
La incapacidad de comprender que una raza tan hermosa debiera ser aniquilada para anunciar la llegada de Cristo hace dudar al sacerdote protagonista de su fe.

## Premios
- 1956: Premio Hugo al mejor relato corto.